# Menu (điện toán)

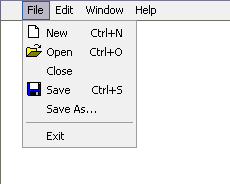
Menu thả xuống gồm các lệnh thao tác tập tin trong chương trình trên Microsoft Windows.

Trong điện toán và viễn thông thì menu là danh sách các tùy chọn hoặc các lệnh được trình bày ra cho người dùng máy điện toán hoặc hệ thống truyền thông. Menu có thể là cả giao diện người dùng của hệ thống, hoặc chỉ là bộ phận của một giao diện phức tạp hơn. Trong tiếng Việt thì menu còn được gọi là trình đơn hay bảng chọn.

## Điều hướng
Người dùng lựa chọn tùy chọn từ menu bằng cách sử dụng thiết bị nhập liệu. Một số phương thức nhập liệu đòi hỏi sự điều hướng tuyến tính: người dùng phải di chuyển cursor hoặc bấm phím để chuyển từ mục menu này sang mục menu khác đến khi tới được chỗ cần chọn. Trên terminal máy tính thì 'thanh nghịch đảo màu' có thể đóng vai trò làm cursor.
Giao diện người dùng chạm cùng với 'loại menu có chấp nhận nhập mã để lựa chọn tùy chọn menu mà không cần điều hướng' là hai ví dụ của giao diện phi tuyến tính.
Một số thiết bị nhập liệu mà được dùng trong giao diện menu thì là màn hình cảm ứng, bàn phím, chuột, điều khiển từ xa, và microphone. Trong hệ thống có dùng kích hoạt giọng nói, chẳng hạn Ứng đáp giọng nói tương tác, thì microphone gửi bản ghi âm của 'giọng nói người dùng' tới hệ thống nhận dạng giọng nói, rồi hệ thống đấy chuyển nó thành lệnh.

## Các loại menu

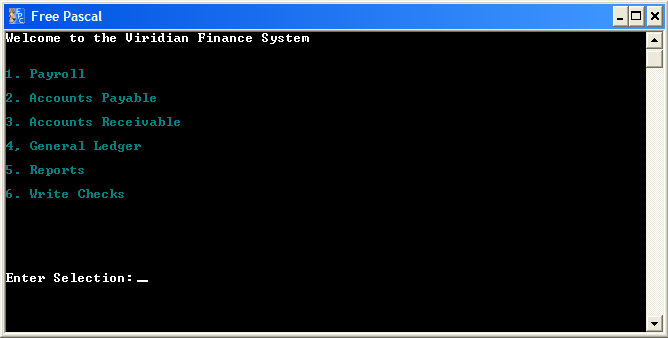
Menu dựa trên văn bản trong chương trình ứng dụng, nhập số thứ tự để chọn mục tương ứng.

Menu dựa trên văn bản tiếng Đức, dùng phím hoặc chuột để "di chuyển" thanh cursor 'nghịch đảo màu' nhằm lựa chọn các mục trên menu.

Máy điện toán mà sử dụng giao diện dòng lệnh thì có thể trình bày ra danh sách các lệnh có liên quan được gắn kèm lối tắt (ký tự, chữ số hoặc chữ cái) trên màn hình. Nhập vào lối tắt thích hợp thì sẽ chọn một mục menu. Giải pháp mang tính công phu hơn thì cho phép điều hướng bằng cách sử dụng phím cursor hoặc con chuột. Lựa chọn hiện hành sẽ được tô sáng và có thể được kích hoạt bằng cách nhấn phím enter.
Máy điện toán mà sử dụng giao diện người dùng đồ họa thì trình bày ra menu kèm với tổ hợp văn bản và biểu tượng để đại diện các lựa chọn. Bằng cách click lên một trong các biểu tượng hoặc văn bản, tức là người thao tác đang chọn cái chỉ thị mà biểu tượng đó đại diện. Menu ngữ cảnh thì là menu mà trong đó các lựa chọn được trình ra cho người thao tác thì được tự động thay đổi tùy theo ngữ cảnh hiện hành mà người thao tác đang làm việc.
Công dụng thường thấy của menu là cung cấp truy cập tiện lợi tới nhiều thao tác khác nhau chẳng hạn như lưu hoặc mở tập tin, thoát/tắt chương trình, hay thao túng dữ liệu. Hầu hết bộ công cụ widget đều cung cấp một số dạng menu kéo xuống hoặc menu bung lên. 'Menu kéo xuống' là loại menu hay được dùng trong thanh menu (thường nằm ngay gần phần cạnh trên của cửa sổ hoặc màn hình), và được dùng nhiều nhất để thực hiện hành động, còn menu bật ra (hay "bay ra") thì lại hay được dùng để thiết đặt giá trị, và có thể xuất hiện bất kỳ đâu trong cửa sổ.
Dựa theo hướng dẫn giao diện người dùng truyền thống, thì tên của menu luôn luôn cần phải là động từ, chẳng hạn như "file", "edit", v.v. Nhưng đến sau này thì phần lớn đều bị ngó lơ trong việc phát triển giao diện người dùng. Động từ đơn từ (không phải là cụm từ) thì đôi khi mang tính không rõ ràng, và nhằm để cho phép tên menu có nhiều từ, thì ý tưởng về menu dọc đã được sáng chế, như thấy được trong hệ điều hành NeXTSTEP.
Hiện nay menu cũng hiện diện trong điện tử tiêu dùng, bắt đầu với máy TV và bộ ghi cát-xét video mà có được chức năng OSD vào những năm đầu 1990, rồi mở rộng sang màn hình máy tính và máy phát DVD. Menu cho phép điều khiển các thiết lập như tint, độ trắng, độ tương phản, độ trầm và độ bổng, và các chức năng khác chẳng hạn điều khiển các thiết lập như bộ nhớ kênh và chú thích/phụ đề. Các loại đồ điện tử khác mà chỉ có hiển thị mỗi văn bản thì cũng có thể có menu, là bất kì thứ gì từ hệ thống điện thoại công chuyện có kèm điện thoại kỹ thuật số, cho đến máy radio khí tượng mà có thể được thiết đặt để chỉ phản hồi với cảnh báo khí tượng cụ thể trong khu vực nhất định. Các đồ điện tử khác gần đây hơn vào những năm 2000 thì cũng có menu, chẳng hạn máy phát phương tiện kỹ thuật số.

## Menu con

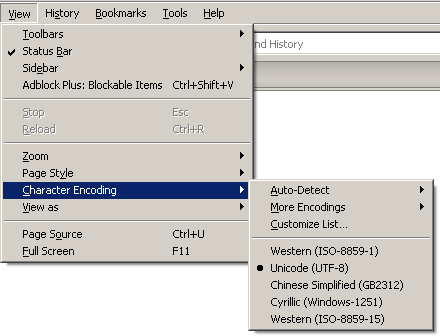
Menu và menu con được trải ra

Menu đôi khi được tổ chức theo thứ bậc, cho phép điều hướng qua nhiều cấp khác nhau trong cấu trúc menu. Việc chọn một mục menu mà có mũi tên thì sẽ trải nó ra, hiện ra một menu thứ hai (tức là menu con) có chứa các tùy chọn liên quan đến mục được chọn kia.
Tính dễ dùng của menu con đã bị chỉ trích là mang tính khó khăn, bởi vì chiều cao của mục menu rất hẹp nên gây khó dễ cho việc rê con trỏ sang menu con. Luật điều hướng dự đoán rằng chuyển động này sẽ chậm, và chỉ cần mắc lỗi chạm con trỏ vào biên giới của mục menu cha thì sẽ ẩn mất menu con. Một số kỹ thuật được đề xuất để giảm bớt sự mắc lỗi đấy là giữ cho menu con được mở ngay cả trong khi di chuyển con trỏ theo đường xéo, và sử dụng thiết kế mega menu để nâng cao 'tính dễ đọc lướt' và nâng cao 'tính phân loại' cho nội dung.

## Sử dụng của dấu lửng ở cuối tên mục menu
Trong chức năng menu hoặc nút của máy tính, dấu 3 chấm (...) kèm đằng sau có nghĩa là lúc chọn vào thì một hộp thoại khác sẽ mở ra ngay sau đó, trong đấy người dùng có thể hoặc nhất định phải đưa ra lựa chọn. Nếu không có dấu 3 chấm, thì chức năng đấy sẽ được thực thi ngay lúc lựa chọn.
- "Save": tập tin sẽ được ghi đè mà không có nhập liệu gì thêm nữa.
- "Save as...": trong hộp thoại kế tiếp, người dùng có thể thao tác tiếp ví dụ như lựa chọn một vị trí khác hoặc tên tập tin hay định dạng tập tin khác để lưu.